# غاره بلوچ
غاره بلوچ (به انگلیسی: Ghara Balooch) یک منطقهٔ مسکونی در پاکستان است که در خیبر پختونخوا واقع شده‌است.